# Rieumes
Rieumes – miejscowość i gmina we Francji, w regionie Oksytania, w departamencie Górna Garonna.
Według danych na rok 1990 gminę zamieszkiwały 2414 osoby, a gęstość zaludnienia wynosiła 78 osób/km² (wśród 3020 gmin regionu Midi-Pireneje Rieumes plasuje się na 142. miejscu pod względem liczby ludności, natomiast pod względem powierzchni na miejscu 286.).